# هارولد س. وايتهاوس
هارولد س. وايتهاوس (بالإنجليزية: Harold C. Whitehouse)‏ هو مهندس معماري أمريكي، ولد في 1884، وتوفي في 1974.